# Брендон Дубинський
Брендон Дубинський (англ. Brandon Dubinsky, нар. 29 квітня 1986, Анкоридж) — американський хокеїст, центральний нападник. Був гравцем збірної команди США.

## Ігрова кар'єра
Хокейну кар'єру розпочав 2002 року в ЗХЛ виступами за «Портленд Вінтергокс». За час виступів у «Вінтергокс» двічі потрапляв до команди всіх зірок за підсумками сезону. 2004 року був обраний на драфті НХЛ під 60-м загальним номером командою «Нью-Йорк Рейнджерс». 
Два сезони Брендон відіграв у складі «Гартфорд Вулвс Пек» (АХЛ). 8 березня 2007, дебютував у складі «Нью-Йорк Рейнджерс» у матчі проти «Нью-Йорк Айлендерс».
8 листопада 2007, Дубинський забив свій перший гол у ворота Марка-Андре Флері в переможному матчі проти «Піттсбург Пінгвінс» 4–2. Брендон грав в одній ланці разом з Яромиром Ягром та Шоном Ейвері. Брендон став одним з шістнадцяти новачків, яких відібрали глядачі для участі в матчі молодих зірок НХЛ 2008, що проходив в Атланті. На його рахунку два голи та одна результативна передача, до того ж він був визнаний найціннішим гравцем.

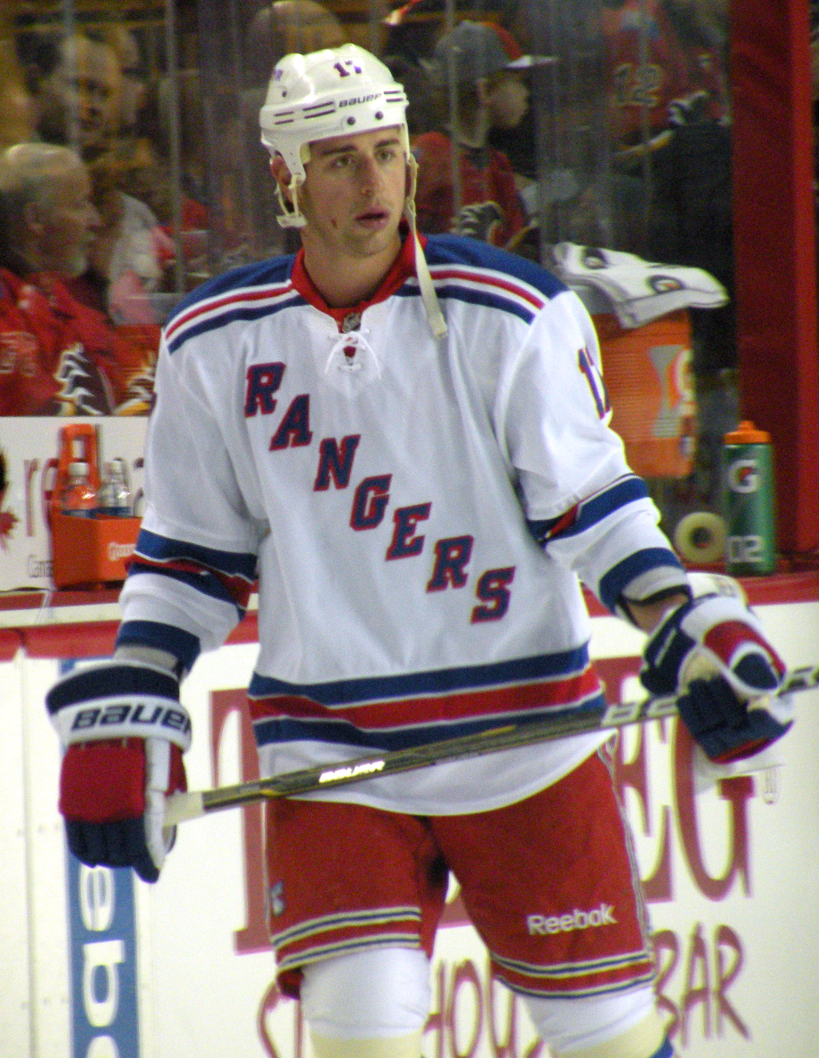
Брендон у складі «Рейнджерс», 2011 рік.

4 квітня 2008, він отримав два клубних призи, приз Стевена Макдональда та приз найкращого дебютанту сезону в складі «рейнджерс».
12 травня 2008, Дубинський відзначився хет-триком у матчі чемпіонату світу, що проходив в Новій Шотландії, в матчі проти Норвегії. Збірна США здобула в тому матчі переконливу перемогу 9-1. 
24 листопада 2008, Брендон відзначився «хет-триком Горді Хоу» закинув шайбу, зробив результативну передачу та відзначився бійкою в матчі проти «Фінікс Койотс». Спочатку була бійка з нападником «койотів» Деніелом Карчілло, згодом відзначився голом у першому періоді, а в другому періоді на 7:37 асистував Даніелю Жирарді. «Рейнджери» виграли гру 4-1, а Брендон разом Генріком Лундквістом та Миколою Жердєвим були визнані найкращими в складі «Нью-Йорку».
У другомі сезоні Дубинський набрав на одне очко більше ніж в першому, 15 квітня 2009, закинув переможну та єдину шайбу в плей-оф у матчі проти «Вашингтон Кепіталс», загалом ту серію «рейнджери» програли «столичним» 3:4.
На початку сезону 2009-10, Брендон підписав новий дворічний контракт на суму $3,7 мільйонів доларів, як обмежений вільний агент. 7 листопада 2009 здомав руку в матчі проти «Калгарі Флеймс» та вибув на місяць.
Після сезону 2010-11, Брендон уклав чотирирічний контракт на суму $16,8 мільйонів доларів.
23 липня 2012, Дубинський разом з Артемом Анісімовим та Тімом Еріксоном потрапили під обмін на Ріка Неша з «Колумбус Блю-Джекетс».
Під час локауту в сезоні 2012–13 виступав у складі команди «Аляска Ейсес» (ХЛСУ).
11 липня 2014, Брендон уклав новий шестирічний контракт з «синіми жакетами», а з 8 жовтня 2015 він помічник капітана команди.
У жовтні 2017 Дубинський позбавлений помічника капітана, новим помічником став захисник Джек Джонсон. У сезоні 2017–18	він отримав травму через яку потрапив до резерву.

## Збірна
У складі національної збірної США учасник двох чемпіонатів світу 2008 і 2010, а також Кубка світу 2016. 

## Нагороди та досягнення
- Володар Кубка Вікторії в складі «Нью-Йорк Рейнджерс» — 2008.

## Статистика

### Клубні виступи
| Сезон        | Клуб                   | Ліга         | Регулярний сезон | Регулярний сезон | Регулярний сезон | Регулярний сезон | Регулярний сезон | Плей-оф | Плей-оф | Плей-оф | Плей-оф | Плей-оф |
| Сезон        | Клуб                   | Ліга         | І                | Г                | П                | О                | ШХ               | І       | Г       | П       | О       | ШХ      |
| ------------ | ---------------------- | ------------ | ---------------- | ---------------- | ---------------- | ---------------- | ---------------- | ------- | ------- | ------- | ------- | ------- |
| 2002–03      | «Портленд Вінтергокс»  | ЗХЛ          | 44               | 8                | 18               | 26               | 35               | 7       | 2       | 2       | 4       | 10      |
| 2003–04      | «Портленд Вінтергокс»  | ЗХЛ          | 71               | 30               | 48               | 78               | 137              | 5       | 0       | 2       | 2       | 6       |
| 2004–05      | «Портленд Вінтергокс»  | ЗХЛ          | 68               | 23               | 36               | 59               | 160              | 7       | 4       | 5       | 9       | 8       |
| 2005–06      | «Портленд Вінтергокс»  | ЗХЛ          | 51               | 21               | 46               | 67               | 98               | 12      | 5       | 10      | 15      | 24      |
| 2005–06      | «Гартфорд Вулвс Пек»   | АХЛ          | —                | —                | —                | —                | —                | 11      | 5       | 5       | 10      | 14      |
| 2006–07      | «Гартфорд Вулвс Пек»   | АХЛ          | 71               | 21               | 22               | 43               | 115              | 7       | 1       | 3       | 4       | 12      |
| 2006–07      | «Нью-Йорк Рейнджерс»   | НХЛ          | 6                | 0                | 0                | 0                | 2                | —       | —       | —       | —       | —       |
| 2007–08      | «Нью-Йорк Рейнджерс»   | НХЛ          | 82               | 14               | 26               | 40               | 79               | 10      | 4       | 4       | 8       | 12      |
| 2008–09      | «Нью-Йорк Рейнджерс»   | НХЛ          | 82               | 13               | 28               | 41               | 112              | 7       | 1       | 3       | 4       | 18      |
| 2009–10      | «Нью-Йорк Рейнджерс»   | НХЛ          | 69               | 20               | 24               | 44               | 54               | —       | —       | —       | —       | —       |
| 2010–11      | «Нью-Йорк Рейнджерс»   | НХЛ          | 77               | 24               | 30               | 54               | 100              | 5       | 2       | 1       | 3       | 2       |
| 2011–12      | «Нью-Йорк Рейнджерс»   | НХЛ          | 77               | 10               | 24               | 34               | 110              | 9       | 0       | 2       | 2       | 14      |
| 2012–13      | «Аляска Ейсес»         | ХЛСУ         | 17               | 9                | 7                | 16               | 22               | —       | —       | —       | —       | —       |
| 2012–13      | «Колумбус Блю-Джекетс» | НХЛ          | 29               | 2                | 18               | 20               | 76               | —       | —       | —       | —       | —       |
| 2013–14      | «Колумбус Блю-Джекетс» | НХЛ          | 76               | 16               | 34               | 50               | 98               | 6       | 1       | 5       | 6       | 6       |
| 2014–15      | «Колумбус Блю-Джекетс» | НХЛ          | 47               | 13               | 23               | 36               | 43               | —       | —       | —       | —       | —       |
| 2015–16      | «Колумбус Блю-Джекетс» | НХЛ          | 75               | 17               | 31               | 48               | 71               | —       | —       | —       | —       | —       |
| 2016–17      | «Колумбус Блю-Джекетс» | НХЛ          | 80               | 12               | 29               | 41               | 91               | 5       | 1       | 1       | 2       | 6       |
| 2017–18      | «Колумбус Блю-Джекетс» | НХЛ          | 62               | 6                | 10               | 16               | 33               | 6       | 0       | 0       | 0       | 6       |
| 2018–19      | «Колумбус Блю-Джекетс» | НХЛ          | 61               | 6                | 8                | 14               | 36               | 10      | 1       | 0       | 1       | 6       |
| Усього в НХЛ | Усього в НХЛ           | Усього в НХЛ | 823              | 153              | 285              | 438              | 905              | 58      | 10      | 16      | 26      | 70      |

### Збірна
| Рік                | Команда            | Турнір             | Місце              | І  | Г | П | О  | ШХ |
| ------------------ | ------------------ | ------------------ | ------------------ | -- | - | - | -- | -- |
| 2008               | США                | ЧС                 | 6-е                | 4  | 3 | 0 | 3  | 2  |
| 2010               | США                | ЧС                 | 13-е               | 6  | 3 | 7 | 10 | 2  |
| 2016               | США                | КС                 | 7-е                | 2  | 0 | 1 | 1  | 4  |
| Національна збірна | Національна збірна | Національна збірна | Національна збірна | 12 | 6 | 8 | 14 | 8  |